# 그리니치의 건달들
《그리니치의 건달들》(영어: The Pope of Greenwich Village)은 미국에서 제작된 스튜어트 로젠버그 감독의 1984년 범죄 블랙 코미디 영화이다. 에릭 로버츠, 미키 루크, 대릴 해나, 제럴딘 페이지, 케네스 맥밀런, M. 에밋 월시, 버트 영 등이 출연하였고, 진 커크우드 등이 제작에 참여하였다.

## 출연
- 에릭 로버츠
- 미키 루크
- 대릴 해나
- 잭 키호
- 제럴딘 페이지
- 케네스 맥밀런
- 토니 무산테이
- 존 핀
- M. 에밋 월시
- 버트 영
- 필립 보스코
- 밸 에이버리
- 조 그리파시

## 기타 제작진
- 미술: 폴 실버트
- 의상: 조지프 G. 올리시